# Vila Lehal (Patiala)
Lehal (Punjabi: ਲਹਿਲ) (urdu: ليل), agora Patiala, era uma vila famosa por causa da visita do nono Guru dos Sikhs (Guru Tegh Bahadur). Atualmente, porém, esta aldeia é uma parte da cidade de Patiala.

## História
O Gurudwara Dukh Nivaran Sahib está situado no que costumava ser a aldeia de Lehal, agora cidade de Patiala. De acordo com a tradição local, apoiada por um antigo documento manuscrito preservado no Gurudwara, Bhag Ram, um Jhivar de Lehal, esperou o Guru Tegh Bahadur Ji durante sua estada em Saifabad (agora Bahadurgarh) e fez um pedido para que ele pudesse ter o prazer de visitar e abençoe sua aldeia para que seus habitantes possam se livrar de uma doença séria e misteriosa que havia visto sua perdição por um longo tempo. O Guru visitou Lehal em Magh Sudi 5, Samat 1728 Bikrami sendo 24 de janeiro de 1672 e ficou sob uma figueira-da-índia. A doença na aldeia diminuiu. O lado onde o Guru Tegh Bahadur se sentou veio a ser conhecido como Dukh Nivaran, significando literalmente o erradicador do sofrimento. O Gurudwara quando concluído passou sob o controle administrativo do governo do estado de Patiala. Mas acabou sendo transferido para o Comitê Shiromani Gurudwara Parbandhak.

## Nomeando como Patiala
Baba Ala Singh (1691–1765), um chefe sikh da aldeia Rampura Phul do [[distrito de Bathinda], migrou para Barnala com seu exército de jovens valentes, onde Baba Ala Singh, em 1722, estabeleceu seu novo estado. Mais tarde, Baba Ala Singh mudou-se para uma pequena aldeia de Lehal, onde construiu uma nova cidade na aldeia, nomeando-a como Patiala, ele estabeleceu as fundações de um estado firme e estável conhecido como Dinastia Phulkian, ao sul de Sirhind. Em e ao redor de Patiala ele fundou muitas aldeias dentro de seu território, e reconstruiu muitos Gurdwaras históricos relacionados à religião Sikh.